# Kim Ye-ji (Ruderin)
Kim Ye-ji (koreanisch 김예지; * 17. November 1994 in Seoul) ist eine südkoreanische Ruderin und zweifache Olympiateilnehmerin.

## Karriere
Kim Ye-ji begann 2006 mit dem Rudern und startete bei den Junioren-Weltmeisterschaften 2009 im Einer. Sie gewann das D-Finale, was am Ende Platz 19 bedeutete. 2010 belegte sie mit Jo Soo-jan im Doppelzweier den achten Platz bei den Junioren-Weltmeisterschaften 2010.
Im April 2012 qualifizierte sie sich im Einer bei der heimischen Qualifikationsregatta in Chungju für die Olympischen Sommerspiele 2012. Bei den Olympischen Sommerspielen in London gewann sie das D-Finale, was in der Endabrechnung den 19. Platz bei den Wettbewerben auf dem Dorney Lake bedeutete.
2013 belegte sie den 18. Platz im Einer bei den U23-Weltmeisterschaften im Rudern. In diesem Jahr fanden die Weltmeisterschaften in Chungju, Südkorea statt. Bei diesen Weltmeisterschaften im eigenen Land belegte sie mit Kim Ar-um den 12. Platz im Doppelzweier.
Bei den Asienspielen 2014 in Incheon gewann sie die Goldmedaille im Einer vor den Booten aus Hongkong und Vietnam. 2015 gewann sie bei den U23-Weltmeisterschaften das C-Finale im Einer und belegte damit den 13. Platz. Anschließend nahm sie wieder an den Weltmeisterschaften teil, wo sie zusammen mit Jeon Seo-yeong den 24. Platz im Doppelzweier belegte.
2016 schaffte sie es erneut sich bei der Asiatischen Qualifikationsregatta in Chungju für die Olympischen Sommerspiele 2016 zu qualifizieren. Beim Olympischen Ruderwettbewerb belegte sie dann den sechsten Platz im C-Finale und damit den 18. Platz. Im September konnte sie dann den Titel im Einer bei den Asienmeisterschaften in Jiashan gewinnen. 2017 wurde sie erst 18. im Einer bei den Weltmeisterschaften und gewann später im Jahr die Bronzemedaille im Einer bei den Asienmeisterschaften in Pattaya. Bei den Asienspielen 2018 gewann sie die Silbermedaille im Doppelzweier mit Kim Seul-gi hinter der chinesischen Crew. Sie war auch im Einer gemeldet, trat aber nicht zum Vorlauf an. Bei den Weltmeisterschaften 2019 belegte sie den 28. Platz im Einer. Anschließend belegte sie im Einer bei den Asienmeisterschaften 2019 auf der heimischen Strecke in Chungju den fünften Platz.

## Internationale Erfolge
- 2009: 19. Platz Junioren-Weltmeisterschaften im Einer
- 2010: 8. Platz Junioren-Weltmeisterschaften im Doppelzweier
- 2012: 19. Platz Olympische Sommerspiele im Einer
- 2013: 18. Platz U23-Weltmeisterschaften im Einer
- 2013: 12. Platz Weltmeisterschaften im Doppelzweier
- 2014: Goldmedaille Asienspiele im Einer
- 2015: 13. Platz U23-Weltmeisterschaften im Einer
- 2015: 24. Platz Weltmeisterschaften im Doppelzweier
- 2016: 18. Platz Olympische Sommerspiele im Einer
- 2016: Goldmedaille Asienmeisterschaften im Einer
- 2017: 18. Platz Weltmeisterschaften im Einer
- 2017: Bronzemedaille Asienmeisterschaften im Einer
- 2018: Silbermedaille Asienspiele im Doppelzweier
- 2019: 28. Platz Weltmeisterschaften im Einer
- 2019: 5. Platz Asienmeisterschaften im Einer